# Cotton Bowl
Cotton Bowl – stadion sportowy położony w amerykańskim mieście Dallas w stanie Teksas. Stadion został zbudowany w 1932 roku, maksymalna pojemność wynosi obecnie 92 200 widzów. Na tym obiekcie rozegrano kilka meczów Mistrzostw Świata w Piłce Nożnej 1994.

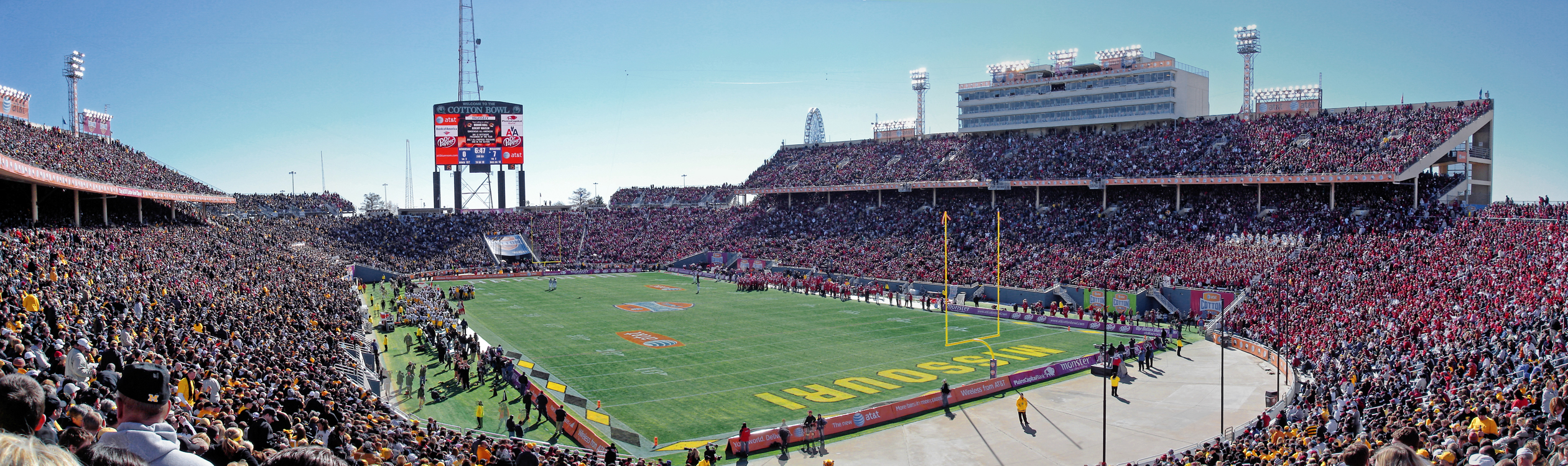
Panorama stadionu